# 邓锡俊
邓锡俊（1911年7月—1994年5月），广东南海人，机械学教授。

## 生平
早年就读于哈尔滨中俄工业大学，取得学士学位。随后留学德国慕尼黑工业大学，获得硕士学位。
1952年，院系调整时调入华南工学院，获评定为三级教授，研究机械工程和铸造，主讲机械制图、起重运输机、机械工程、铸造合金等。

## 著作
- 怎样在安装工地弯管子，金兹布尔格-希克（Гинзбрг-Шик）著，邓锡俊译，电力工业出版社, 1957